# Хинксе
Хинксе (њем. Hünxe) општина је у њемачкој савезној држави Северна Рајна-Вестфалија. Једно је од 12 општинских средишта округа Везел. Према процјени из 2010. у општини је живјело 13.609 становника. Посједује регионалну шифру (AGS) 5170016, NUTS (DEA1F) и LOCODE (DE HXE) код.

## Географски и демографски подаци
Хинксе се налази у савезној држави Северна Рајна-Вестфалија у округу Везел. Општина се налази на надморској висини од 35 метара. Површина општине износи 106,8 km². У самом мјесту је, према процјени из 2010. године, живјело 13.609 становника. Просјечна густина становништва износи 127 становника/km².

## Међународна сарадња
| Мјесто | Држава    | Врста сарадње | Од    |
| ------ | --------- | ------------- | ----- |
|        | Француска | партнерство   | 1988. |
| Извор  |           |               |       |